# Bogalusa
Bogalusa és una població dels Estats Units a l'estat de Louisiana. Segons el cens del 2000 tenia 13.365 habitants.

## Demografia
Segons el cens del 2000, Bogalusa tenia 13.365 habitants, 5.431 habitatges, i 3.497 famílies. La densitat de població era de 543,8 habitants/km².
Dels 5.431 habitatges en un 29,3% hi vivien nens de menys de 18 anys, en un 36,1% hi vivien parelles casades, en un 23,8% dones solteres, i en un 35,6% no eren unitats familiars. En el 32,7% dels habitatges hi vivien persones soles el 16,5% de les quals corresponia a persones de 65 anys o més que vivien soles. El nombre mitjà de persones vivint en cada habitatge era de 2,41 i el nombre mitjà de persones que vivien en cada família era de 3,05.
Per edats la població es repartia de la següent manera: un 27,4% tenia menys de 18 anys, un 9,2% entre 18 i 24, un 23,9% entre 25 i 44, un 21,3% de 45 a 60 i un 18,2% 65 anys o més.
L'edat mediana era de 37 anys. Per cada 100 dones de 18 o més anys hi havia 76 homes.
La renda mediana per habitatge era de 19.261 $ i la renda mediana per família de 24.947 $. Els homes tenien una renda mediana de 26.716 $ mentre que les dones 17.992 $. La renda per capita de la població era d'11.476 $. Entorn del 26,1% de les famílies i el 32,9% de la població estaven per davall del llindar de pobresa.

## Poblacions més properes
El següent diagrama mostra les poblacions més properes.